# Остин Кинкейд
Остин Кинкейд (англ. Austin Kincaid, настоящее имя Мелисса Медоуз, англ. Melissa Meadows, род. 14 января 1980, Ашвилл, Северная Каролина) — американская порноактриса.

## Биография
Родилась 14 января 1980 года в Ашвилле. До того, как посвятить себя взрослому кино, работала официанткой и танцовщицей. Позже начала сниматься для мужских журналов.
Первое выступление перед камерой состоялось в 2001 году, в возрасте 21 года, на съёмках одного из сериалов веб-сайта Naughty America; актриса много снималась для этого портала. Среди её самых известных фильмов: Control 2 (2004) и Jack’s playground 27 (2005) для Digital Playground, гонзо-фильмы Double D POV 1 (2005), Flesh hunter 9 (2006), срежиссированные Джулсом Джорданом, American dreams (2006, Wicked) и Big tits at school 2 (2008, Brazzers).
В 2007 году была номинирована на AVN Awards в нескольких категориях.
В 2013 году объявила на своей странице MySpace, что уходит из индустрии, чтобы иметь «нормальную» работу в Северной Каролине, хотя и сохранит приятные воспоминания о завершённом этапе карьеры.
Снялась в 249 фильмах.

## Награды и номинации
- 2007 — AVN Awards — номинация — Лучшая актриса второго плана в нескольких фильмах (Fade to Black 2)
- 2007 — AVN Awards — номинация — Лучшая актриса, фильм (To Die For)
- 2007 — AVN Awards — номинация — Лучшая сцена группового секса, фильм (True Hollywood Twins)
- 2007 — AVN Awards — номинация — Лучшая сцена группового секса, фильм (Fade to Black 2)[4]

## Избранная фильмография
- Fade to Black 2
- To Die For
- True Hollywood Twins
- Control 2
- Jack’s playground 27
- Double D POV 1
- Flesh hunter 9
- American dreams
- Big tits at school 2